# China Open 2009 (Tennis)
Die China Open 2009 waren ein Tennisturnier der WTA Tour 2009 für Damen und ein Tennisturnier der ATP World Tour 2009 für Herren in Peking. Das Damenturnier der WTA fand vom 28. September bis 2. Oktober 2009, das Herrenturnier der ATP vom 3. bis 11. Oktober 2009 statt.
Titelverteidiger im Einzel war Andy Roddick bei den Herren sowie Jelena Janković bei den Damen. Im Herrendoppel war die Paarung Stephen Huss und Ross Hutchins, im Damendoppel die Paarung Anabel Medina Garrigues und Caroline Wozniacki Titelverteidiger.

## Herrenturnier
→ Hauptartikel: China Open 2009 (Tennis)/Herren
→ Qualifikation: China Open 2009 (Tennis)/Herren/Qualifikation

## Damenturnier
→ Hauptartikel: China Open 2009 (Tennis)/Damen
→ Qualifikation: China Open 2009 (Tennis)/Damen/Qualifikation